# Turó de la Font (Calafell)
El Turó de la Font és una muntanya de 132 metres que es troba entre els municipis de Calafell i del Vendrell, a la comarca del Baix Penedès.